# Agonismus
Agonismus (aus Griechisch ἀγών Agon: Wettkampf, Wettstreit) ist eine politische Theorie, welche die grundsätzlichen und potenziell positiven Aspekte politischer Konflikte betont. Sie geht von einer dauerhaften demokratischen Arena für gesellschaftliche Konflikte aus, in denen gegensätzliche Gruppen um politische Hegemonie wettstreiten. Diese Denkrichtung wird auch als agonistischer Pluralismus bezeichnet oder für die konkrete Anwendung in der Praxis mit dem verwandten Begriff Agonistik. Die theoretischen Ansätze stehen in einem Überschneidungsbereich aus Kulturwissenschaft, Philosophie, Soziologie und Politikwissenschaft.

## Antikes Verständnis
Die Charakterisierung, die der Held Achilles in Homers Ilias erfährt, beschreibt den ursprünglich aristokratischen Anspruch aus der mythisch-heroischen Zeit, „immer der Beste zu sein und ausgezeichnet vor allen anderen“. Dieses Haltungsideal wird im Zuge der Demokratiebestrebungen zum Selbstverständnis des Polis-Bürgers. „Ständig Exzellenz (arētē) anzustreben, um Anerkennung und Ehre (timē) zu bekommen, war das Ideal und Ziel der griechischen Aristokraten und freien Bürger. Dieser Ehrgeiz (philotimia) führte auch dazu, dass man sich immer mit Mitbürgern und aristokratischen Konkurrenten messen und mehr Ehre erlangen wollte als diese.“ Dieses Kontrahenten-Verhältnis wird jedoch nicht als Kriegszustand verstanden, für den im staatlichen Außenverhältnis der Begriff „polemos“ und im Inneren der Begriff „stasis“ verwendet wird. So bezeichnet der Begriff Agon nicht nur die großen athletischen Wettspiele, sondern auch Theater-Wettbewerbe und Prozessreden von Streitparteien in Gerichtsverhandlungen.
Ziel ist Aufwertung der kollektiven Identität durch Leistungen individueller Edel-Trefflichkeit („kalokagathia“). „Der Agonismus impliziert einen tiefen Respekt um den anderen; in der Tat bezieht sich der Agon der Griechen am direktesten auf einen athletischen Wettkampf, der nicht nur auf Sieg oder Niederlage ausgerichtet ist, sondern die Bedeutung des Kampfes selbst betont – ein Kampf, der ohne den Gegner nicht existieren kann. Der Sieg durch Nichterfüllung oder über einen unwürdigen Gegner ist im Vergleich weniger wert, als eine Niederlage durch einen würdigen Gegner, die immer noch Ehre bringt. Ein agonistischer Diskurs wird daher nicht nur durch Konflikte, sondern vor allem durch gegenseitige Bewunderung geprägt sein“. Das langfristige Ziel für die agonistische Polisgemeinschaft ist keineswegs eine endgültige Auflösung der Konfliktverhältnisse, sondern eine Verstetigung der Wettstreitsbedingungen und der beständigen Herausforderung durch Gegner, um dadurch zu immer neuen Höchstleistungen fähig zu sein.

## Kulturwissenschaftliche Grundlagenforschung
Eine erste philologisch und historisch fundierte Grundlagenarbeit zum Agon der Antike veröffentlichte Johann Heinrich Krause im Jahre 1840. Er definierte Agonistik dabei als jene Sphäre der zunächst aristokratischen Wettkampfkultur, die aus der Gymnastik als Leibesertüchtigung erwuchs und zur Athletik der panhellenischen Wettspiele führte. Ernst Curtius erweiterte 1856 das Verständnis der Agonistik auch auf andere gesellschaftliche Zusammenhänge der griechischen Kultur und Politik. Auf diesem Quellenmaterial aufbauend,  entwickelte Jacob Burckhardt 1872 den Begriff des „agonalen Menschen“ als generationsübergreifende Persönlichkeitsstruktur der antiken Griechen sowie des „Agonalen“ als Vergemeinschaftungsform und Bezugsgröße des Gemeinwesens für seine politische Bindungskraft nach innen und seinen Geltungsanspruch im Außenverhältnis.
Georg Scheibelreiter sieht in einer agonalen Grundhaltung ein typisches mentalitätsgeschichtliches Merkmal der germanischen Eliten des 5.–8. Jahrhundert, einen Ausdruck eines Daseinsgefühls ständigen Gefährdetseins, das insbesondere unter den Merowingern zu brutalen und heimtückischen Verbrechen geführt habe, um sich kurzfristige Vorteile zu verschaffen oder potenzielle Gegner aus konkurrierenden Adelsgruppen auf bloßen Verdacht hin physisch auszuschalten. Sowohl weltliche als auch kirchliche Amtsträger würden dabei nicht zwischen Amtsausübung und persönlichen Interessen unterscheiden. Diese Entwicklung erreichte auch den „zivilisierten“, urbanen galloromanischen Bereich. Als Merkmale dieser „barbarischen“ Grundhaltung im Gegensatz zur Lebensführung der „zivilisierten“ spätantiken Menschen nennt Scheibelrieder den Mangel an Maß und Rationalität, das Auf und Ab im Verhalten, Unberechenbarkeit und Habgier, schrankenlosen Opportunismus, Verzicht auf Interessenausgleich, Bereitschaft zum jederzeitigen Brechen von Eiden und Verträgen, zur gewaltsamen Selbstbehauptung und zur schrankenlosen Durchsetzung mittels extremer Gewaltmittel. Diese stetige Bereitschaft, einen (auch nur geringen) Vorteil (die „Gelegenheit des Augenblicks“ wahrzunehmen, gehe oft auf Kosten der Verfolgung eigener langfristiger Ziele. Die ständige Disposition zum Kampf und dessen erfolgreiches Bestehen sei auch eine wichtige Quelle der Selbstbestätigung und sichere die Loyalität der Gefolgschaft. Diese Sichtweise stellt die These der raschen Assimilation der zum Christentum übergetretenen germanischen Elite in die romanische Welt in Frage.

## Agonalität als Konzept der Philosophie
Das Streitgespräch als Mittel der Wissensfindung wurde bereits in der Philosophie der Vorsokratiker als Dialektik, bei den Sophisten als Eristik und bei Platon schließlich als Platonischer Dialog entwickelt. Gleichwohl gibt es bereits zu dieser Zeit Warnungen vor einer bloß taktisch-instrumentellen Agonistik, etwa in der Rhetorik. Bereits Platons früher Dialog Euthydemos zeigt sowohl die kritische Selbstreflexion der agonistischen Wahrheitsfindung als auch die Verbindung zum Stil der griechischen Komödie. Dabei folgt der Philosoph wohl auch einem individuellen Siegstreben: „Das, was z. B. bei Plato von besonderer künstlerischer Bedeutung an seinen Dialogen ist, ist meistens das Resultat eines Wetteifers mit der Kunst der Redner, der Sophisten, der Dramatiker seiner Zeit, zu dem Zweck erfunden, dass er zuletzt sagen konnte: ‚Seht, ich kann das auch, was meine grossen Nebenbuhler können; ja, ich kann es besser als sie. Kein Protagoras hat so schöne Mythen gedichtet wie ich, kein Dramatiker ein so belebtes und fesselndes Ganze, wie das Symposion, kein Redner solche Rede verfasst, wie ich sie im Gorgias hinstelle – und nun verwerfe ich das alles zusammen und verurtheile alle nachbildende Kunst! Nur der Wettkampf machte mich zum Dichter, zum Sophisten, zum Redner!‘“. Den politischen Zweck, den die Agonalität für die Stadtstaaten hatte, beschreibt der gleichfalls komödienhafte Dialog „Anarchasis“ des Lukian von Samosata als „die Freiheit des Einzelnen und die gemeinsame des ganzen Vaterlandes, und Wohlstand, und Ruhm, und der heimischen Feste Frohgenuß, und der Angehörigen Sicherheit“. Friedrich Nietzsche entwickelt sein Verständnis von Agonalität während der gemeinsamen Baseler Dozentenzeit mit Jacob Burckhardt. Ausgehend von einigen Versen Hesiods über die Doppelnatur der Eris – sowohl negativer, grollerfüllter Neid als auch positive, wetteifernde Leistungswille – versteht Nietzsche die Agonalität als politische, ethische und pädagogisches Grundstruktur des griechischen Geisteswelt, als ewig fortzusetzendes „Wettspiel der Kräfte“ – „ein Gedanke, der der ´Exclusivität´ des Genius im modernen Sinne feindlich ist, aber voraussetzt, dass, in einer natürlichen Ordnung der Dinge, es immer mehrere Genies giebt, die sich gegenseitig zur That reizen, wie sie sich auch gegenseitig in der Grenze des Maasses halten. Das ist der Kern der hellenischen Wettkampf-Vorstellung: sie verabscheut die Alleinherrschaft und fürchtet ihre Gefahren, sie begehrt, als Schutzmittel gegen das Genie – ein zweites Genie. Jede Begabung muss sich kämpfend entfalten, so gebietet die hellenische Volkspädagogik“. Dieses Prinzip „agonaler Erziehung“ erscheint explizit und implizit in verschiedenen späteren Arbeiten Nietzsches, so etwa im Genie-Konzept des Übermensch, dem Willen zur Macht oder in seinen Ausarbeitungen zu Eristik, Religionskritik und gesellschaftlichem Wettbewerb.

### Agonistik
Das Themenfeld gesellschaftlicher Kampfes und Konkurrenz beschäftigt mit unterschiedlichen Fragestellungen auch die Philosophie des 20. Jahrhunderts. Dabei unterscheidet etwa Karl Jaspers zwischen positivem geistigen Agon und negativer agonaler Gesinnung, „ein erstes Modell, wie aus dem strikt komparativen Begriff des Agonalen ein Konzept des rivalitätslosen Wettbewerbs mit Betonung von Vielfalt und Pluralität entstehen kann.“ Zum Gegenstand der politischen Theorie wird das Agonale auch verschiedentlich bei Hannah Arendt. Sie beschreibt gesellschaftliches Handeln als „Phänomen der Selbstenthüllung“ aus agonalem Geist heraus: „Sich-an-Anderen-messen, das seinerseits wiederum den Begriff des Politischen in den Stadt-Staaten seinen eigentlichen Gehalt gab.“ Sich auszeichnende Individualität wird zur Identität, die sich am Gegensatz zwischen dem Selbst und dem Anderen abzeichnet und den Raum des Politischen auch als pluralistischen Redewettstreit in der Öffentlichkeit bemisst. Ein ähnlich diskursives Modell entwickelt auch Jean-Francois Lyotard, der von Wittgensteins „Sprachspielen“ her denkend, die Agonistik auf primär auf einen Wettstreit bezogene und erfolgsorientierte Sprechakte definiert.

## Agonismus in der Politikwissenschaft
In der Folge des Poststrukturalismus und Postmarxismus gelangte mittels Konzepten von Differenzpolitik wieder das Element des Kampfes um Machthegemonien in den Focus. Die Idee des Agonismus steht dabei gleichwohl als Gegenposition zum antagonistisch definierten Materialismus in marxistischen Konzepten der Politik. Soziale Spaltungen werden tendenziell eher als kulturelle Verschiedenheiten aufgefasst. Modelle eines solchen Differenzagonismus, beziehungsweise einer agonistischen Demokratie entwickeln etwa William E. Connolly, James Tully oder Chantal Mouffe.

### Antagonistische Konzepte
Mit Marx beginnt eine auf materielle Antagonismen verweisende Geschichtsauffassung: „Die Geschichte aller bisher existierenden Gesellschaft ist die Geschichte der Klassenkämpfe“. Er sieht als Konfliktursachen unausweichlich die Besitzverhältnisse in der kapitalistischen Gesellschaft. Erst mit deren Zerstörung und Ersetzung durch den Kommunismus würde auch ein Ende der Antagonismen gekommen sein. Aus der Richtung der kritischen Theorie her gilt der Agonismus als Teil der eingeführten Gesellschaftsordnung, in der sich die Gesellschaft „produziert und reproduziert, und zwar genau aus der Verbindung der antagonistischen Interessen ihrer Mitglieder“. Für Adorno geht es beim Agonismus auch um die „Theodizee des Konflikts“, bei dem sich die Gegner „gegenseitig vernichten wollen… um in den Agon einzutreten, jeden den Todfeind eines jeden“.
In klarer Gegnerschaft zum Marxismus steht indessen das antagonistische Konzept von Carl Schmitt, der den „Begriff des Politischen“ durch ein grundlegendes Freund-Feind-Kriterium gekennzeichnet sieht. Seine Ablehnung des Liberalismus erstreckt sich auch auf dessen Wettbewerbsverständnis. Entsprechend argumentiert Schmitt auch gegen „das Agonale“, weil es einen Wettstreit auf gemeinsamer Grundlage darstellt und bloße Gegnerschaft nicht die Intensität jener als grundlegend vorausgesetzten Feindschaftsverhältnisse erreicht.

### Agonistischer Pluralismus
Dagegen verbindet Michel Foucault seine Machttheorie eher mit dem Begriff des Agonismus: „Statt von einem wesentlichen ‚Antagonismus‘ sollte man besser von einem ‚Agonismus‘ sprechen, von einem Verhältnis, das zugleich gegenseitige Anstachelung und Kampf ist, weniger von einer Opposition Kopf an Kopf, die sie einander gegenüber blockiert, als von einer fortwährenden Provokation“. Andere Theorieansätze versuchen, den Agonismus wieder für die Linke und den Liberalismus anschlussfähig zu machen. Das Modell der „agonistischen Demokratie“ beschreibt William E. Conolly als ebenso respektgeleiteten wie militanten Liberalismus, um Antagonismen der Identität in Agonismen der Differenz zu überführen. Bei Bonnie Honig wird die Agonalität zur Anforderung an eine feministische Praxis, für ein Streben nach Pluralität und Differenz, um über Nicht-Identität andere Konzepte von Geschlechterkategorien zu überwinden.
Einen weitergehenden Entwurf entwickelt Chantal Mouffe mit ihrem Modell des agonistischen Pluralismus, in dem sie sowohl über (post)marxistische als auch den deliberativen Liberalismus und damit über Autoren wie Jürgen Habermas, Ulrich Beck oder Anthony Giddens hinausgeht. Sie kritisiert am Liberalismus, dass er die grundlegenden antagonistischen Wirkkräfte in einer Gesellschaft ausblendet, das kollektive Identitäten immer Differenzen beinhalten und dass eine Gesellschaft jenseits von Machtstrukturen und Hegemonie wenig realistisch ist. Agonismus sei eine „Wir-Sie-Beziehung, bei der die konfligierenden Parteien die Legitimität ihrer Opponenten anerkennen, auch wenn sie einsehen, dass es für den Konflikt keine rationale Lösung gibt (…) Als Hauptaufgabe der Demokratie könnte man die Umwandlung des Antagonismus in Agonismus ansehen“. Im Kampf um Hegemonie sei es legitim, nicht nur von Konkurrenzverhältnissen, sondern von Gegnerschaften auszugehen. „Die Gegner bekämpfen sich – sogar erbittert –, aber sie halten sich dabei an einen gemeinsamen Regelkanon. Ihre Standpunkte werden, obwohl letzten Endes unversöhnlich, als legitime Perspektiven akzeptiert.“